# San Nazzaro Sesia
San Nazzaro Sesia là một đô thị ở tỉnh Novara ở vùng Piedmont của Ý, tọa lạc cách 70 km về phía đông bắc của Torino and about 15 km về phía tây của Novara. Tại thời điểm ngày 31 tháng 12 năm 2004, đô thị này có dân số 728 người và diện tích là 11,5 km².
San Nazzaro Sesia giáp các đô thị: Albano Vercellese, Biandrate, Casalbeltrame, Casalvolone, Greggio, Oldenico, Recetto, và Villata.